# Raúl Prieto Odena
Raúl Prieto Odena (Burjasot, Valencia, 24 de octubre de 1995), también conocido como Rulo, es un futbolista español. Juega de extremo y su actual equipo es la Unió Esportiva Cornellà de la Segunda División B de España.

## Trayectoria
Formado en las categorías inferiores del Valencia C. F., y después de una etapa en diferentes equipos de la Comunidad Valenciana como Ribarroja y Olímpic de Xàtiva, firma en verano de 2016 por la Real Balompédica Linense, del grupo IV de Segunda B. Tras realizar una buena temporada en el conjunto andaluz, firma por la S. D. Huesca para jugar en Segunda División, club con el que consigue ascender a Primera. En el verano de 2018 llega al Alcorcón, que le cede por un año al Racing de Santander (Segunda B).
En enero de 2019, tras disputar la primera vuelta con el Racing de Santander, el defensa fue cedido al Atlético Levante Unión Deportiva de la Segunda División B de España hasta el final de la temporada por la Agrupación Deportiva Alcorcón.